# Atomic Kitten
Atomic Kitten ist eine aus Liverpool kommende britische Pop-Girlgroup, die 1998 von den OMD-Mitgliedern Andy McCluskey und Stuart Kershaw gegründet und bis 2002 – songwriterisch und produzierend – begleitet wurde. Gemessen am Umsatz zählt die Band zu den weltweit erfolgreichsten Girlgroups des 21. Jahrhunderts und hat bislang über zehn Millionen Tonträger verkauft.
Das Produzenten-Duo formierte die ursprüngliche Besetzung mit Liz McClarnon, Kerry Katona und Heidi Range. Die beiden letzteren wurden später durch Natasha Hamilton und Jenny Frost abgelöst. Den kommerziellen Durchbruch erlangte Atomic Kitten unter der Besetzung mit McClarnon, Hamilton und Frost, die ab 2001 bestand und bis zur vorläufigen Trennung 2004 erhalten blieb.
Atomic Kitten erreichte neben zahlreichen Preisen – einschließlich einer vierfachen BRIT-Awards- und zweifachen MTV-Europe-Music-Awards-Nominierung – bisher drei Nummer-eins-Hits in den britischen Singlecharts: Whole Again, die viertmeistverkaufte Girlgroup-Single im Vereinigten Königreich, Eternal Flame, eine Coverversion des 1989er-Hits der Bangles und The Tide Is High (Get the Feeling), ebenfalls ein Cover des 1967er-Hits der Paragons. Zudem erlangten sie in Europa – insbesondere im deutschsprachigen Teil – sowie Asien, Ozeanien und Südafrika mehrere Top-Ten-Hits.
2005, 2006 und 2008 kam es zu kurzen Wiedervereinigungen bezüglich der vorwiegenden Veröffentlichung von Charity-Songs. Anfang 2012 wurden Pläne zu einer Reunion angekündigt, die jedoch aufgrund der Differenzen zwischen Frost und Katona später wieder verworfen wurden. Schließlich kam es dennoch zur Reunion, als sie in der Anfang 2013 vom britischen Sender ITV2 ausgestrahlten Dokumentation The Big Reunion teilnahmen. Frost konnte jedoch wegen ihrer Schwangerschaft nicht daran teilnehmen und wurde durch Katona ersetzt. Hamilton gab später bekannt, dass Frost jederzeit für ein Comeback willkommen wäre.
Aufgrund McClarnons Flugangst – die ihr internationale Auftritte mit Langstreckenreisen verwehrt – sprang für sie von 2016 bis 2017 das Liberty-X-Mitglied Michelle Heaton ein.
Katona verließ Atomic Kitten im Dezember 2017 zum zweiten und endgültigen Mal, wodurch die Band seither in der Besetzung von McClarnon und Hamilton als Duo auftritt. Im Rahmen der Fußball-Europameisterschaft 2021 gab Frost bei der Neuinterpretation ihres Hits Whole Again umgewandelt in Southgate You’re the One (Football’s Coming Home Again) ein Mini-Comeback.

## Bandgeschichte

### 1998: Gründung und Formation
Die Band namens Atomic Kitten wurde 1998 vom britischen Musiker Andy McCluskey gebildet, der vor allem als Frontmann der New-Wave-Band Orchestral Manoeuvres in the Dark (OMD) bekannt ist. Karl Bartos – ehemaliges Mitglied der deutschen Elektropop-Band Kraftwerk – schlug vor, nach der vorläufigen OMD-Auflösung 1996 eine neue Band als Vehikel für McCluskeys Songs zu gründen, die durch die Vorherrschaft des Britpop „total aus der Mode waren“.
McCluskey gründete Atomic Kitten zusammen mit seinem OMD-Kollegen Stuart Kershaw. Die Besetzung bestand ursprünglich aus Liz McClarnon, Kerry Katona und dem späteren Sugababes-Mitglied Heidi Range, hatte aber keinen Namen. In Katonas Autobiografie Too Much, Too Young: My Story of Love, Survival and Celebrity (2007) erwähnt sie, dass die Band über Namen wie „Exit“ und „Honeyheads“ nachdachte, bevor sie sich mit „Automatic Kitten“ niederließen, was der Titel eines Modelabels war, das einer Modedesignerin namens Mary Lamb gehörte. Als Katona ihrer Mutter von der Band erzählte, war ebenfalls der Freund ihrer Mutter, „Bob the Leg“, anwesend. Er war nicht in der Lage Automatic Kitten auszusprechen und sagte stattdessen ständig Atomic Kitten. Katona mochte den Namen und berichtete McClarnon und Range davon; sie fühlten dasselbe und dieser blieb hängen.

### 1999–2000: Ranges Ausstieg, Tour-Debüt undRight Now
Range stieg 1999 wegen künstlerischer Differenzen aus und wurde im selben Jahr durch Natasha Hamilton ersetzt.
Atomic Kitten schafften mit ihrer Debüt-Single Right Now – die Ende November 1999 erschien – den Sprung in die Top Ten der heimischen Single-Charts. Ihre zweite Single See Ya folgte im März 2000 und war mit Platz sechs ein noch größerer Triumph. Nach diesem kommerziellen Achtungserfolg gaben sie im Verlauf des Jahres in Asien ihr Tournee-Debüt und waren mit der Coverversion des 1962er-Little-Eva-Klassikers The Loco-Motion leicht umbenannt in Locomotion auf dem Soundtrack-Album des britisch-US-amerikanischen Fantasy-Kinderfilms Thomas, die fantastische Lokomotive (2000) vertreten.
Atomic Kittens Debütalbum – das ebenso den Titel Right Now trägt – wurde am 23. Oktober 2000 im Vereinigten Königreich veröffentlicht. Im restlichen Europa war dieses bei der Erstveröffentlichung jedoch erfolglos und erreichte auch in der Heimat lediglich Platz 39 der Album-Charts. Ihre Plattenfirma, Innocent Records, konzentrierte sich infolgedessen nicht auf den globalen Markt und zog sogar in Erwägung, sie – aufgrund ihres geringen Erfolgs – fallen zu lassen. Nichtsdestotrotz ließen sie sich letztendlich zu einer weiteren Single-Auskopplung überreden.

### 2001: Durchbruch mitWhole Againsowie Katonas erster Austritt und Frosts Einstieg
Anfang 2001 veröffentlichte Atomic Kitten die Single Whole Again, wodurch ihre Karriere eine 180-Grad-Wendung nahm, da sie damit ihren ersten Nummer-eins-Hit in der Heimat landeten. Whole Again hielt sich dort vier Wochen in Folge an der Spitze, wurde aufgrund dieses Erfolgs weltweit veröffentlicht und erreichte in neun Staaten – darunter in Deutschland und Neuseeland sechs Wochen lang – die Nummer eins.
Whole Again ist die wichtigste und mit über einer Million abgesetzter Einheiten allein im Vereinigten Königreich auch kommerziell erfolgreichste Veröffentlichung ihrer Karriere, die zudem 2002 für den BRIT Award in der Kategorie Best British Single und im selben Jahr für den Ivor Novello Award in der Kategorie International Hit of the Year nominiert, 2008 von ihren Gründervätern gecovert und 2017 vom US-Magazin Billboard auf Platz 96 deren Liste der 100 besten Girl-Group-Songs aller Zeiten gewählt wurde.
Katona war ursprünglich im Song samt dem Video zu Whole Again enthalten – ihr Gesang war ebenso in Hippy und Get Real zu hören –, verließ jedoch einige Tage vor der Single-Veröffentlichung die Band aufgrund ihrer Schwangerschaft. Das frühere Precious-Mitglied Jenny Frost ersetzte sie im Line-Up und das Video zur Single wurde neu gedreht. Zudem wurde eine höher budgetierte US-Version des Videos – die in den Straßen von Downtown Los Angeles gedreht wurde – veröffentlicht. Der Katona-Frost-Wechsel führte zur Entscheidung, ihr Debüt-Album teilweise neu aufzunehmen und abermals zu veröffentlichen, welches dann im August 2001 in der Heimat auf Platz eins landete, dort mit Doppelplatin ausgezeichnet wurde und in zahlreichen europäischen Staaten – darunter Deutschland – die Top Ten erreichte. Im Vergleich zu späteren Alben erhielt es recht positive Rezensionen, hauptsächlich für die Wiederbelebung von Stilelementen des New Wave aus den 1980ern. Erfolgreichste Single-Auskopplung neben Whole Again war daher auch das 1989er-Bangles-Cover Eternal Flame, mit dem sie in der Heimat ihren zweiten Nummer-eins-Hit erlangten. Die dritte Single You Are erreichte jedoch mit Platz 61 keine nennenswerte Chart-Platzierung in Deutschland.

### 2002: Karrierehöhepunkt, Trennung von ihren Gründern undFeels So Good
Im April 2002 gab Hamilton ihre erste Schwangerschaft bekannt, trat trotzdem im Video zu The Tide Is High (Get the Feeling) und der 2002er-Tour auf und brachte schließlich am 24. August 2002 einen Sohn zur Welt.
In der 2002er-Saison der Britischen Tourenwagen-Meisterschaft sponsorten Atomic Kitten ein MG-Team, dass unter dem Namen „Team Atomic Kitten“ an den Start ging.
Am 3. Juni 2002 traten Atomic Kitten beim Großkonzert Party at the Palace auf, das zu Ehren des 50. Thronjubiläums von Elisabeth II. im Garten des Buckingham Palace abgehalten wurde. Sie sangen – komplett in weiß gekleidet – den Song Dancing in the Street und zusammen mit dem US-Musiker Brian Wilson sowie Cliff Richard und dem Spice-Girls-Mitglied Emma Bunton den Song Good Vibrations.
Nach dem Erfolg des Right Now-Relaunches wurde das zweite Studioalbum Feels So Good aufgenommen. Die Songwriting- und Produktionsvereinbarung mit McCluskey und Kershaw stellte jedoch eine zunehmende Spannungsquelle innerhalb der Gruppe dar, wodurch sich Atomic Kitten während der Albumaufnahme Mitte 2002 schlussendlich von dem Duo trennte. McCluskey sprach von Meinungsverschiedenheiten zwischen ihm und der Plattenfirma, deren „Formel“ nach immer mehr „Whole Again“ verlangte. Er wurde entlassen und ihm wurde gesetzlich verboten, die Band zu kontaktieren. Nach diesem unrühmlichen Zwist stieg er aus dem Zitat „sehr schmutzigen“ Geschäft des „fabrizierten Pop“ aus. Die Loslösung von ihren Schöpfern tat dem Erfolg von Atomic Kitten jedoch keinen Abbruch; so wirkte das Trio nun zunehmend bei der Komposition ihrer eigenen Songs mit.
Im September 2002 erschien schließlich Feels So Good, das erste vollständige Originalalbum mit Bandmitglied Frost. Die erfolgreichste Single-Auskopplung war eine Neuauflage des 1967er-Reggaeklassikers The Tide Is High der Paragons, den sie mit einer neuen Bridge einspielten, weshalb der Titel die Ergänzung Get the Feeling erhielt. Der Song stürmte nach Whole Again und Eternal Flame abermals die heimischen sowie deutschen und ozeanischen Charts.

### 2003: Fernost-Tournee, US-Marketing undLadies Night
Im Januar und Februar 2003 tourte Atomic Kitten durch Südostasien, wo sie unter anderem in Singapur, Thailand und Südkorea auftraten.
Im April 2003 veröffentlichten Atomic Kitten das nur für den US-Markt vorgesehene, selbstbetitelte Kompilationsalbum Atomic Kitten. Dieses enthielt Songs aus den ersten beiden Studioalben, erreichte jedoch nur Platz 102 der US-Billboard Charts, obwohl The Tide Is High (Get the Feeling) auf dem Soundtrack-Album des von Walt Disney Pictures produzierten und mit Hilary Duff in der Hauptrolle besetzten US-Teeniefilms Popstar auf Umwegen (2003) erschien. Aufgrund dessen fokussierten sie sich fortwährend ausschließlich auf den europäischen, asiatischen, ozeanischen und südafrikanischen Markt.
Bevor Atomic Kitten ihr drittes Studioalbum aufnahmen, wurden sie von Kool & the Gang auf eine Zusammenarbeit für dessen Duettalbum The Hits: Reloaded angesprochen. Sie planten eine neue Version ihres Hits Ladies Night aufzunehmen und suchten nach einer Girlgroup, die dafür den Text einsingen sollte. Atomic Kitten gefiel die Idee und sie erkundigten sich, ob sie es für ihr nächstes Album verwenden könnten, das später zu Ehren dieser Koproduktion Ladies Night getauft wurde. Atomic Kitten verbrachte somit Ende 2002 und Anfang 2003 im Studio, um ihr bisher letztes Studioalbum aufzunehmen. Bis hierhin stützten sie sich hauptsächlich auf Songwriter, obwohl sie gelegentlich Songs mitgeschrieben hatten, die auf ihren Alben zu hören waren. Während der Albumaufnahme beschlossen sie, an der Entstehung von acht der fünfzehn Songs direkt beteiligt zu sein. Ladies Night wurde am 10. November 2003 veröffentlicht, erreichte den fünften Platz in den heimischen Albumcharts und wurde mit Platin für mehr als 300.000 verkaufte Exemplare ausgezeichnet. Es erhielt jedoch auch negative Rezensionen, nicht zuletzt, weil sie sich dem Mainstream-Pop stilistisch weiter annäherten und mit dem Titelsong abermals eine Coverversion hervorbrachten. Mit den weiteren Singleauskopplungen If You Come to Me und Someone like Me gelang ihnen in der Heimat weitere Top-Ten-Erfolge.

### 2004: Promotion-Tournee, Greatest-Hits-Album und Auszeit
Anfang 2004 fand eine Tournee zum Support von Ladies Night und der bevorstehenden Veröffentlichung ihres Kompilationsalbums The Greatest Hits statt. Kurz vor Tourstart kündigte Atomic Kitten an, nach dessen Abschluss eine längere Pause einzulegen. Der Grund hierfür war Hamiltons Entschluss, Atomic Kitten zu verlassen, da sie nach der Geburt ihres Sohnes eine postpartale Depression erlitt, demzufolge mehr Zeit für ihn haben wollte und somit mit dem Druck als junge Mutter touren zu müssen überfordert war, was letztendlich zur vorläufigen Trennung der Band führte, da McClarnon und Frost Hamilton nicht ersetzen wollten.
Atomic Kitten veröffentlichten als letzte Single im März 2004 die Doppel-A-Single Someone like Me / Right Now 2004 sowie im darauffolgenden Monat ihr Greatest-Hits-Album.

### 2005–2008: Kurze Wiedervereinigungen für Charity-Projekte

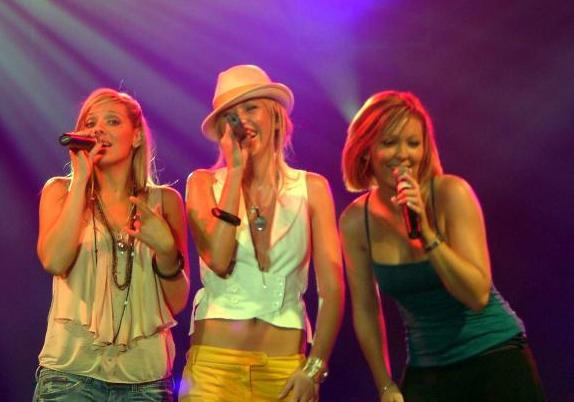
Drittes Line-Up:
McClarnon, Frost und Hamilton
in Krakau (2005)

Am Valentinstag 2005 kam es jedoch bereits zu einer kurzen Reunion im Rahmen der neu eingesungenen Charity-Single Cradle 2005. Diese war eine Neuauflage des gleichnamigen Songs aus ihrem Debüt-Album, verkaufte sich weltweit 35.000-mal und der gesamte Erlös ging an die Organisation World Vision. 2005 waren sie mit ihrer Single (I Wanna Be) Like Other Girls auf dem Soundtrack-Album des von den Walt Disney Studios produzierten US-Zeichentrickfilms Mulan 2 (2004) vertreten. Am 28. August 2005 traten sie in Krakau anlässlich des Coca-Cola SoundWave Festivals auf. Ebenfalls 2005 wurden die beiden Kompilationsalben Access All Areas: Remixed and B-Sides und The Collection veröffentlicht.
Am 16. Juni 2006 kam eine Coverversion des 1990er-Farm-Hits All Together Now auf den Markt, den sie mit einer neuen Bridge einspielten, weshalb der Titel die Ergänzung Strong Together erhielt. Der Song wurde im Zuge der Fußball-Weltmeisterschaft 2006 in Deutschland mit WM-Maskottchen Goleo VI aufgenommen, jedoch nur im deutschsprachigen Raum veröffentlicht. In Deutschland wurde damit die Top 20 erreicht und der gesamte Erlös ging an die Organisation SOS-Kinderdorf. Am 31. Dezember 2006 traten sie in Hongkong anlässlich des Nokia New Year's Eve Music Festivals auf.
2007 wurde das Kompilationsalbum Essential veröffentlicht.
Am 19. Januar 2008 kam es zu einer erneut kurzlebigen Reunion. In der damals neu errichteten Liverpooler Echo Arena sangen sie den Cilla-Black-Klassiker Anyone Who Had a Heart und die Songs Whole Again sowie The Tide Is High (Get the Feeling). Anlass dieses vom Number One Project organisierten Konzerts waren die Festivitäten Liverpools als Kulturhauptstadt Europas 2008 sowie der Umstand, dass Liverpooler Künstler bis dato 56 Nummer-eins-Hits in den britischen Singlecharts verbuchen konnten und die drittgrößte englische Stadt am Mersey somit das Epizentrum des weltweiten Pops darstellt. Am 12. Juli 2008 traten sie beim King’s-Lynn-Festival und eine Woche später auf der Liverpooler Haydock-Park-Pferderennbahn auf.

### 2012: Reunionspläne und diesbezüglichen Frost-Katona-Clinch

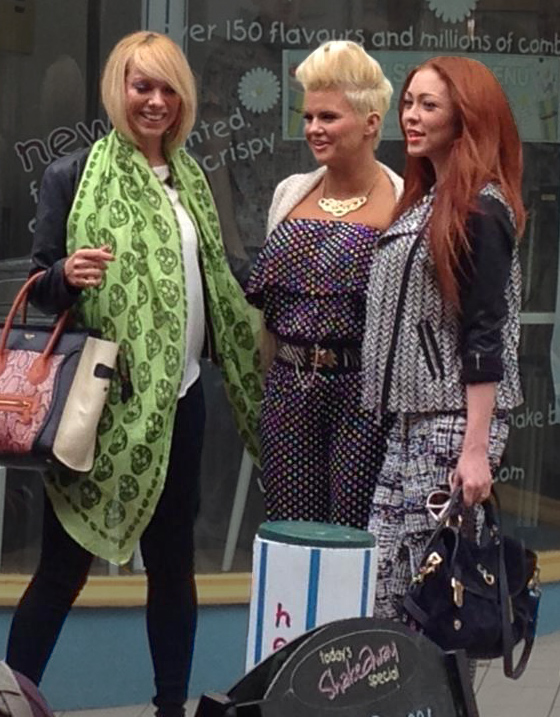
Zweites Line-Up: McClarnon, Katona und Hamilton in Bournemouth (2013)

Im Februar 2012 wurde das Kompilationsalbum The Essential Collection veröffentlicht, welches ihre größten Hits – darunter auch Remixe und B-Seiten – enthält; eine Chart-Platzierung blieb jedoch aus.
Am 4. März 2012 gab Hamilton dem Daily Star ein Interview, indem sie die Reunion Atomic Kittens bekannt gab. Nach ihrer Aussage waren einige Konzerte im Sommer 2012 geplant. Außerdem erwähnte sie die Hoffnung, am Diamond Jubilee Concert teilzunehmen, einem Großkonzert der BBC, das zu Ehren des 60. Thronjubiläums von Elisabeth II. am 4. Juni 2012 vor dem Buckingham Palace stattfand. Zu einem möglichen neuen Album äußerte sie sich nicht. Zwischenzeitlich wurden auch Spekulationen laut, nach denen Atomic Kitten das Vereinigte Königreich beim Eurovision Song Contest 2012 in Aserbaidschan vertreten würde, was sie jedoch dementierten. Am 3. April 2012 wurde berichtet, dass sich Frost nicht an der Reunion beteiligen wolle, falls Katona ebenfalls zur Besetzung gehören würde. Daraufhin wurde am 9. April 2012 berichtet, dass Hamilton eine Reunion ausschließe, solange die Frost-Katona-Differenzen andauern würden. In einem am 1. Mai 2012 erschienenen Bericht in der Daily Mail dementierte Frost jegliche Reunionspläne.

### 2013: Reunion des zweiten Line-Ups für die FernsehdokuThe Big Reunion
Schließlich kam es dennoch Anfang 2013 in der vom britischen Fernsehsender ITV2 ausgestrahlten Dokumentation The Big Reunion zur Wiedervereinigung. Die Entscheidung dazu fiel am 18. Oktober 2012, wobei sich Frost aufgrund ihrer Schwangerschaft nicht daran beteiligte und stattdessen Katona in die Band zurückkehrte. Die Show – in der Atomic Kitten gemeinsam mit den ebenfalls wiedervereinigten Pop-Bands 911, Blue, B*Witched, Five, Honeyz und Liberty X auftrat – beschäftigte sich mit der Frage, was aus den Ende der 1990er- und Anfang der 2000er-Jahre erfolgreichen Bands wurde. So begleitete man diese dokumentarisch bei den Vorbereitungen für ihr großes Comeback-Konzert am 26. Februar 2013 im Londoner Hammersmith Apollo. Da dieses jedoch bereits nach Minuten ausverkauft war, wurde spekuliert, ob wegen der hohen Nachfrage die Show zu einer vollständigen Arena-Tournee durchs Vereinigte Königreich ausgeweitet werden könnte. Dies wurde am 11. Februar 2013 bestätigt und auf den 3. bis 14. Mai 2013 terminiert. Die Bands gaben später zudem bekannt, dass die Tournee auf zwei weitere Konzerte Mitte Mai 2013 in Dublin und Belfast erweitert wurde, womit diese letztendlich 14 Termine umfasste. Vom 11. bis 15. Dezember 2013 traten die Bands bei der Big Reunion Christmas Party Tour bei fünf weiteren Konzerten innerhalb Englands auf.
Am 17. Februar 2013 traten Atomic Kitten in der britischen Talkshow The Alan Titchmarsh Show auf, wobei Katona bekannt gab, dass die Band einen Vertrag zur Veröffentlichung eines eigenen Parfüms unterschrieben habe. Hamilton gab zudem bekannt, dass sie an einer Comeback-Single arbeiten und die Möglichkeit eines neuen Albums bestehe. Am 28. März 2013 äußerte Hamilton, dass Frost jederzeit für ein Comeback willkommen wäre.

### 2014–2015: Abgesagte Arena-Tournee, Pläne für ein neues Studioalbum und gecancelte Welttournee
Im April 2014 wurde eine Arena-Tournee namens Another Time Another Place – in der Atomic Kitten gemeinsam mit ihren All-Saints-Kolleginnen und der Boygroup East 17 in acht Konzerten in England, Schottland und Wales Auftritte hätte – angekündigt und kurz darauf wegen „unvorhergesehener Umstände“ wieder abgesagt.
Im November 2014 gab Katona bekannt, dass Atomic Kitten 2015 ein neues Album veröffentlichen werde, das ihren ursprünglichen „kitschigen Pop-Sound“ wiederauflebt und welches sie „um die Welt“ touren werden. Die diesbezüglich geplante Welttournee namens 15: The Greatest Hits Tour – die vierzehn Konzerte in England, Schottland und Deutschland umfasst hätte – wurde jedoch Mitte Mai 2015 ohne Grundangabe abgesagt.
Im November 2015 wurde das Kompilationsalbum Whole Again: The Best Of veröffentlicht, wobei eine Chart-Platzierung ausblieb.

### 2016–2017: Temporärer Einsprung Heatons, Down-Under-Tournee und Katonas endgültiger Ausstieg
Im August 2016 bestätigte das Liberty-X-Mitglied Michelle Heaton in der britischen Talkshow Loose Women, dass sie sich Atomic Kitten temporär anschließt, um bei internationalen Auftritten mit Langstreckenflügen für McClarnon einzuspringen, da diese unter Flugangst leidet.
Im Februar 2017 tourten sie zusammen mit B*Witched, East 17, Liberty X und S Club 3 durch Australien und Neuseeland, wobei Heaton für McClarnon einsprang.
Im November 2017 gab Katona ihren endgültigen Ausstieg aus Atomic Kitten bekannt. Im Vorfeld hatte sie bei einem Dragqueen-Contest in einem Nachtclub in Manchester Hamilton abfällig beleidigt.

### Seit 2018: McClarnon und Hamilton im Duo-Line-Up und Frosts Mini-Comeback
Nach Katonas Ausscheiden führen McClarnon und Hamilton Atomic Kitten nun zu zweit weiter.
Am 23. Februar 2019 traten sie bei einem 90er-Revival-Festival im Berliner Velodrom auf.
Am 10. Juni 2020 nahmen Hamilton, McClarnon und hierfür auch Frost an einem Online-Interview als Teil der Life Stories – The Interview Series teil, welches von der Therapeutin Lisa Johnson und Hamilton selbst moderiert wurde. Die Band diskutierte über ihre gemeinsame Zeit und die Auswirkungen, die die Mitgliedschaft in einer Girlgroup auf ihre individuelle psychische Gesundheit hatte.
Mitte August 2020 zeichneten sie in Warschau einen Auftritt in der TVP2-Spielshow Jaka to melodia? – dem polnischen Pendant der ehemaligen US-Spielshow Name That Tune – auf, der am 3. Oktober 2020 ausgestrahlt wurde.
Am 6. Juli 2021 veröffentlichten McClarnon, Hamilton und hierfür auch Frost zur Unterstützung der englischen Fußballnationalmannschaft vor dem Halbfinale gegen Dänemark bei der Europameisterschaft 2021 und zu Ehren ihres Trainers Gareth Southgate ein Remake von Whole Again mit dem Titel Southgate You’re the One (Football’s Coming Home Again). McClarnon und Hamilton sangen den Song bereits drei Tage zuvor live in einem Croydoner Street-Food-Markt beim Public Viewing des Viertelfinales der Three Lions gegen die Ukraine sowie von da an mit Frost unter anderem am 9. Juli 2021 in der britischen Talkshow Loose Women und schließlich zwei Tage darauf bei einem Fan-Fest vor dem Finale der Three Lions gegen Italien am Londoner Trafalgar Square.
Am 29. November 2021 bestätigte Atomic Kitten, dass Frost wieder Vollzeit in die Band zurückkehren würde und, dass sie die Boyband Blue auf ihrer Arena-Tour im September 2022 als Supporting Act unterstützen würden. Aus unbekannten Gründen traten sie jedoch nicht auf der Tour auf und McClarnon und Hamilton traten weiterhin als Duo auf.
Am 23. Oktober 2021 trat Hamilton – durch McClarnons krankheitsbedingte Abstinenz – solo in der Dubliner 3Arena anlässlich der Biggest 90s Disco Party auf.
Am 7. Mai 2023 traten sie bei einem Konzert zur Feier der Liverpooler Musik anlässlich des Eurovision Song Contest 2023 in Liverpool auf.
Am 29. März 2025 werden sie bei der Flashback Megashow – der bis dato größten Millennium-Party der Welt – in der Gelsenkirchener Veltins-Arena auftreten.

## Diskografie
Studioalben

| Jahr | Titel Musiklabel                                      | Höchstplatzierung, Gesamtwochen, AuszeichnungChartplatzierungen (Jahr, Titel, Musiklabel, Platzierungen, Wochen, Auszeichnungen, Anmerkungen) | Höchstplatzierung, Gesamtwochen, AuszeichnungChartplatzierungen (Jahr, Titel, Musiklabel, Platzierungen, Wochen, Auszeichnungen, Anmerkungen) | Höchstplatzierung, Gesamtwochen, AuszeichnungChartplatzierungen (Jahr, Titel, Musiklabel, Platzierungen, Wochen, Auszeichnungen, Anmerkungen) | Höchstplatzierung, Gesamtwochen, AuszeichnungChartplatzierungen (Jahr, Titel, Musiklabel, Platzierungen, Wochen, Auszeichnungen, Anmerkungen) | Anmerkungen                                                   |
| Jahr | Titel Musiklabel                                      | DE | AT | CH | UK | Anmerkungen                                                   |
| ---- | ----------------------------------------------------- | --- | --- | --- | --- | ------------------------------------------------------------- |
| 2000 | Right Now Innocent Records • Virgin Records (EMI)     | DE6 Gold · (24 Wo.)DE | AT8 (25 Wo.)AT | CH4 Gold · (35 Wo.)CH | UK1 ×2Doppelplatin · (55 Wo.)UK | Erstveröffentlichung: 21. Mai 2000 Verkäufe: + 815.000        |
| 2002 | Feels So Good Innocent Records • Virgin Records (EMI) | DE6 Gold · (30 Wo.)DE | AT3 Gold · (21 Wo.)AT | CH7 Gold · (20 Wo.)CH | UK1 ×2Doppelplatin · (35 Wo.)UK | Erstveröffentlichung: 9. September 2002 Verkäufe: + 1.085.000 |
| 2003 | Ladies Night Innocent Records • Virgin Records (EMI)  | DE12 (14 Wo.)DE | AT10 Gold · (14 Wo.)AT | CH11 (13 Wo.)CH | UK5 Platin · (14 Wo.)UK | Erstveröffentlichung: 7. November 2003 Verkäufe: + 322.500    |

## Tourneen
Headlining
- 2001–2002: Right Here, Right Now Tour
- 2003: Be with Us Tour
- 2004: Greatest Hits Tour
- 2017: The Pop Australian/New Zealand Tour

Co-headlining
- 2001: Smash Hits Tour
- 2013: The Big Reunion

## Auszeichnungen und Nominierungen (Auswahl)
| Jahr | Veranstaltung                 | Kategorie                                | für                                | Resultat  |
| ---- | ----------------------------- | ---------------------------------------- | ---------------------------------- | --------- |
| 2000 | Smash Hits Poll Winners Party | Best New Band                            | sie selbst                         | Gewonnen  |
| 2000 | Disney Awards                 | Best Newcomer Award                      | sie selbst                         | Gewonnen  |
| 2001 | BRIT Awards                   | Pre Best British Newcomer                | sie selbst                         | Nominiert |
| 2001 | MTV Europe Music Awards       | Best Pop                                 | sie selbst                         | Nominiert |
| 2001 | Disney Channel Kids Awards    | Best Female Group                        | sie selbst                         | Gewonnen  |
| 2001 | TMF Awards                    | Best Pop Group                           | sie selbst                         | Gewonnen  |
| 2001 | UK Online Music Awards        | Best Pop Artist online                   | sie selbst                         | Gewonnen  |
| 2001 | Disney Awards                 | Best Pop Act and World’s Sexiest Females | sie selbst                         | Gewonnen  |
| 2001 | Smash Hits Poll Winners Party | Best Single                              | Whole Again                        | Gewonnen  |
| 2001 | Music Week                    | Best Pop Act Online and Best Website     | sie selbst                         | Gewonnen  |
| 2001 | Scouseology Awards            | Best Music Personality                   | sie selbst                         | Gewonnen  |
| 2001 | Capitol Awards                | Best Website                             | sie selbst                         | Gewonnen  |
| 2002 | BRIT Awards                   | Best British Single                      | Whole Again                        | Nominiert |
| 2002 | BRIT Awards                   | Best British Newcomer                    | sie selbst                         | Nominiert |
| 2002 | MTV Europe Music Awards       | Best UK and Ireland Act                  | sie selbst                         | Nominiert |
| 2002 | Ivor Novello Award            | International Hit of the Year            | Whole Again                        | Nominiert |
| 2002 | Echo Entertainment Awards     | Best Contribution to Charity             | sie selbst                         | Gewonnen  |
| 2003 | BRIT Awards                   | Best British Single                      | The Tide Is High (Get the Feeling) | Nominiert |
| 2003 | Capital Awards                | Best Pop Group                           | sie selbst                         | Gewonnen  |
| 2003 | Heart Radio                   | Record of the Year                       | It’s OK!                           | Gewonnen  |
| 2003 | Echo Entertainment Awards     | Best Contribution to Music               | sie selbst                         | Gewonnen  |
| 2003 | Radio Disney Music Award      | Best Group                               | sie selbst                         | Nominiert |
| 2003 | NRJ Music Awards              | International Duo/Group of the Year      | sie selbst                         | Nominiert |

## Solokarrieren
McClarnon nahm im Juni 2005 zusammen mit Hamiltons Ex-Freund Fran Cosgrave an der ITV-Reality-Dating-Show Celebrity Love Island teil, wo sie es bis ins Finale schaffte. Anfang 2006 veröffentlichte sie ihre Debüt-Solo-Single, eine Coverversion des Barbra-Streisand-Klassikers Woman in Love, welche es bis auf Platz 5 der britischen Singlecharts schaffte. 2007 nahm McClarnon mit dem Song (Don’t It Make You) Happy am britischen Vorentscheid zum Eurovision Song Contest 2007 teil, scheiterte dort jedoch als vorletzte. 2018 gab sie bekannt, durch die Eagles von Country-Musik inspiriert worden zu sein und trat im selben Jahr mit diesbezüglich selbstgeschriebenen Songs auf dem Country-Festival namens C2C: Country to Country in der Londoner O2 Arena auf.
Hamilton wollte bereits im Spätsommer 2005 ihr Debüt-Solo-Album herausbringen, welches jedoch erst 2021 veröffentlicht wird. 2007 erschien ihre Debüt-Solo-Single Round and Round, die sie zusammen mit dem niederländischen DJ Mischa Daniels aufnahm. Nachdem Lionel Richie Gefallen an Hamiltons Werken zeigte, wählte er sie 2007 als Supporting Act für die britischen Konzerte innerhalb seiner Coming Home-Tour aus.
Frost veröffentlichte im Spätsommer 2005 – zusammen mit Route 1 – ihre Debüt-Solo-Single Crash Landing, die auf Platz 47 der britischen Singlecharts landete.